# Bredsjön (Järlåsa socken, Uppland)
Bredsjön är en sjö i Uppsala kommun i Uppland och ingår i Norrströms huvudavrinningsområde. Sjön är 2,4 meter djup, har en yta på 1,24 kvadratkilometer och är belägen 57 meter över havet. Sjön avvattnas av vattendraget Bredsjöbäcken. Vid provfiske har bland annat abborre, braxen, gers och gös fångats i sjön.

## Delavrinningsområde
Bredsjön ingår i det delavrinningsområde (664360-157600) som SMHI kallar för Utloppet av Bredsjön. Medelhöjden är 60 meter över havet och ytan är 3,39 kvadratkilometer. Det finns ett avrinningsområde uppströms, och räknas det in blir den ackumulerade arean 11,02 kvadratkilometer. Bredsjöbäcken som avvattnar avrinningsområdet har biflödesordning 5, vilket innebär att vattnet flödar genom totalt 5 vattendrag innan det når havet efter 122 kilometer. Avrinningsområdet består mestadels av skog (40 procent) och jordbruk (13 procent). Avrinningsområdet har 1,23 kvadratkilometer vattenytor vilket ger det en sjöprocent på 36,2 procent.

## Fisk
Vid provfiske har följande fisk fångats i sjön:
- Abborre
- Braxen
- Gärs
- Gös
- Mört
- Sarv